# Willi Fischer (Boxer)
Willi „de Ox“ Fischer (* 26. August 1972 in Frankfurt am Main) ist ein ehemaliger deutscher Profiboxer im Schwergewicht. Als Amateur war er unter anderem Teilnehmer der Olympischen Spiele 1992 in Barcelona.

## Amateurkarriere
Fischer begann 1984 beim CSC Frankfurt mit dem Boxsport, bestritt 86 Amateurkämpfe und wurde von Horst Gauß und Olaf Rausch trainiert. Er wurde 1989 und 1990 jeweils Deutscher Juniorenmeister, gewann 1990 die Junioren-Europameisterschaft in der Tschechoslowakei und sicherte sich einen dritten Platz bei der Junioren-Weltmeisterschaft 1990 in Peru.
Als Erwachsener boxte er für Frankfurt in der 1. Bundesliga und wurde 1991, 1992 und 1993 jeweils Deutscher Vizemeister im Superschwergewicht, wobei er in den Finalkämpfen gegen Andreas Schnieders (2×) und René Monse unterlegen war. Er besiegte jedoch Schnieders in einem Ligakampf vorzeitig und wurde daraufhin für die Olympischen Spiele 1992 in Barcelona nominiert. Dort besiegte er Ahmed Sarir und Jerry Nijman, ehe er im Viertelfinale mit 5:8 gegen Swilen Rusinow auf einem fünften Platz ausschied.
1994 gewann er noch jeweils eine Bronzemedaille im Superschwergewicht bei der Militär-Weltmeisterschaft in Tunesien und dem Weltcup in Thailand. Er war dabei in den Halbfinalkämpfen gegen Alexei Lesin bzw. Oleg Maskajew unterlegen.

## Profikarriere
1995 wurde er Profi beim Boxteam Hessen und wurde von Walter Sternad betreut. Später boxte er für Universum Box-Promotion und wurde von Michael Timm trainiert. Von Juli 1995 bis Juni 2009 bestritt er 44 Kämpfe, von denen er 37 gewann. Er erzielte im Laufe seiner Karriere Siege gegen Serdar Uysal, Biko Botowamungu, Christophe Bizot, Mario Schießer und Kim Weber. Niederlagen erlitt er gegen Kim Weber, Timo Hoffmann, René Monse und Andreas Sidon.
Am 26. September 1998 boxte er gegen Herbie Hide um den Weltmeistertitel der WBO im Schwergewicht, verlor jedoch durch TKO in der zweiten Runde.